# Itagi, Khanapur
Itagi là một làng thuộc tehsil Khanapur, huyện Belgaum, bang Karnataka, Ấn Độ.